# 강구
강구(1957년 1월 6일 ~ )는 강원대 의과학연구소장 등을 역임한 대한민국의 의학자이다.